# Calophaca sinica
Calophaca sinica är en ärtväxtart som beskrevs av Alfred Rehder. Calophaca sinica ingår i släktet Calophaca och familjen ärtväxter. Inga underarter finns listade i Catalogue of Life.